# Galeus melastomus
O litão, leitão-malhado, pata-roxa ou ainda tubarão-gato-de-boca-negra (Galeus melastomus) é um peixe cartilagíneo do gênero Galeus.

## Descrição
Possui uma barbatana pré-caudal comprimida e barbatana anal alongada. O seu corpo é esguio e mede 50–80 cm; é coberto de manchas, com boca preta.
Trata-se de um pequeno tubarão parecido com a patarroxa, outro membro da família Schyliorhinidae.
Alimenta-se principalmente de invertebrados de fundo, incluindo camarões e cefalópodes, mas também de pequenos peixes ósseos pelágicos e outros pequenos elasmobrânquios.
 

São ovíparos, seus ovos medindo em torno de 6 cm, com uma vida de geração de 15 anos.

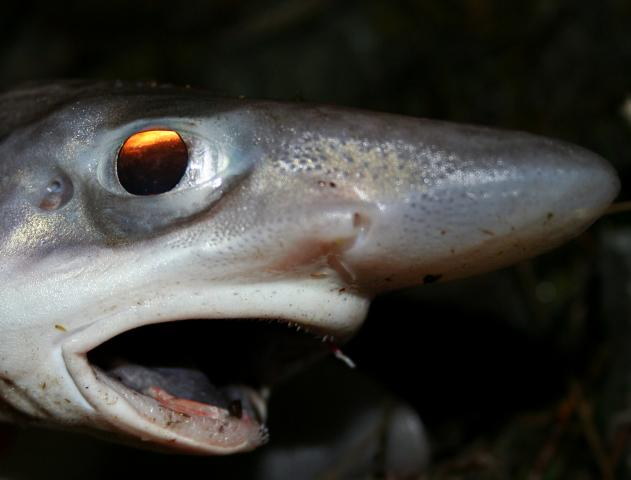
O Galeus melastomus tem olhos bem desenvolvidos e ampolas de Lorenzini para encontrar presas.

## Distribuição
Ocorre nos oceanos Mediterrâneo e Atlântico Leste, ao longo de 40 países.
A faixa de profundidade é relatada em 55-1200 m, mais comum entre 200-500 m, encontrado nas plataformas continentais externas e encostas superiores.

## Uso e conservação
Este peixe tem pouco valor comercial mas, como pode ser conservado por secagem para consumo posterior, os olhanenses mais pobres começaram a utilizá-lo para os momentos de escassez, geralmente no Inverno, e sobretudo na consoada, em substituição do bacalhau. O peixe é geralmente aberto, passado pelo sal e posto a secar ao Sol por 4 ou mais dias (dependente da radiação), guardado por alguns meses até ser consumido.
Apesar de não ser uma espécie alvo, frequentemente é pescada de forma acidental em redes. A pele seca era antigamente utilizada para lixa, e também pode ser usada para a produção de couro.
Um estudo relatou microplásticos no conteúdo estomacal de 21 indivíduos da espécie no Mediterrâneo.